# Marum (dorp)

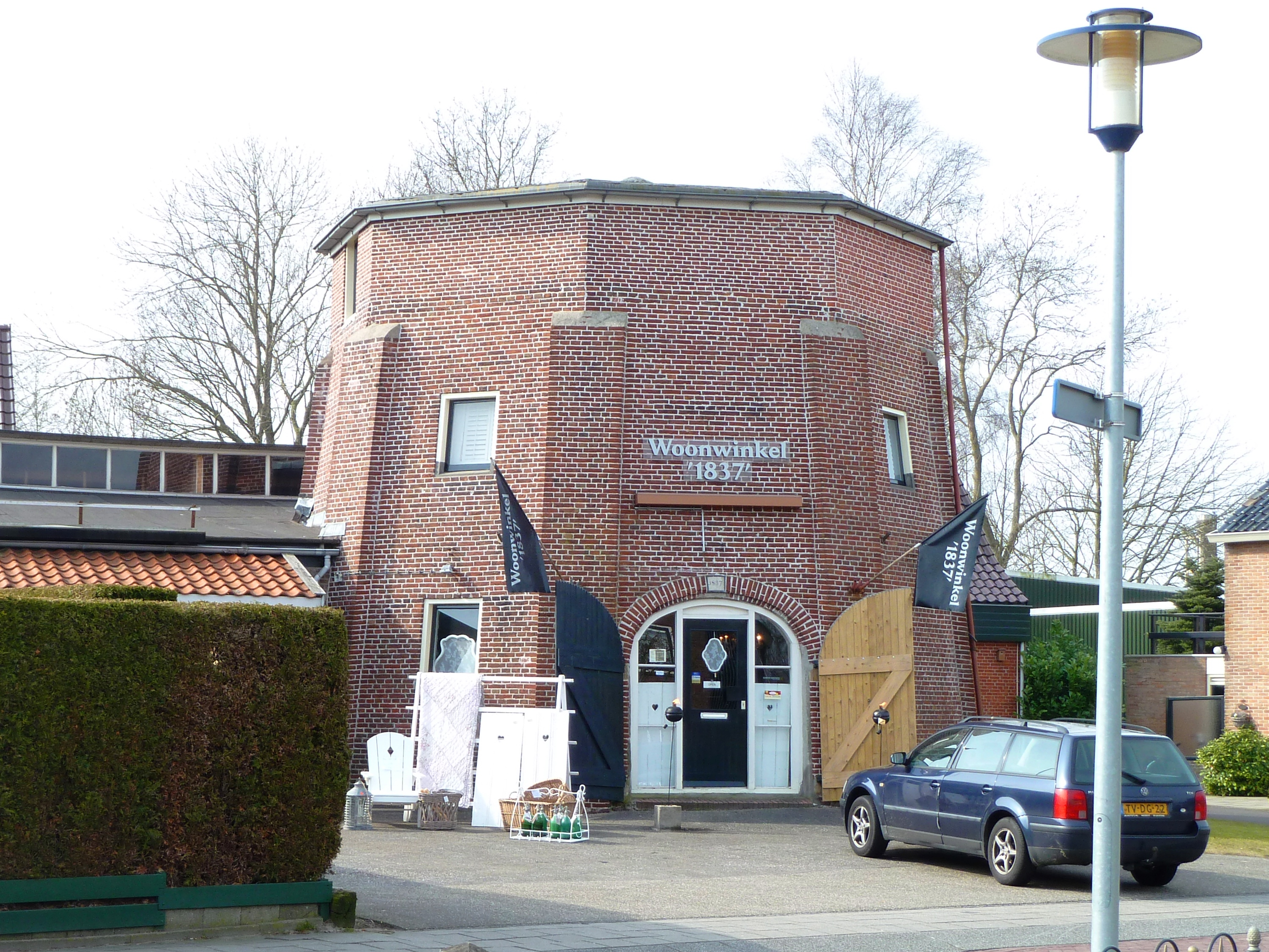
Oude korenmolen van Marum uit 1837, gebouwd ter vervanging van de vroegere korenmolen, die er reeds begin 17e eeuw stond, maar in 1836 bij een orkaan omwaaide. In 1928 brandde het bovenstuk af en sindsdien is het onderstuk voor andere doeleinden in gebruik. Sinds 2007 is er een woonwinkel.

Marum (Gronings: Moarum; Fries: Mearum) is een dorp in de gemeente Westerkwartier in de provincie Groningen. Tot eind 2018 was Marum de hoofdplaats van de gelijknamige gemeente. Het ligt aan de A7, op zo'n 25 kilometer van Groningen en 12 kilometer van Drachten.

## Geschiedenis
De naam Marum komt van ‘Mare’ (water) en ‘Heim’ (plaats) en betekent dus ‘plaats aan het water’, waarbij het water verwijst naar het Oud diep. Oorspronkelijk is het een lintdorp rond de Hoornweg, met het centrum bij en aan de Markstraat. De lintbebouwing liep van 't Malijk, langs de Kruisweg en de Hoornweg tot De Haar, op een hoger gelegen zandrug. Oorspronkelijk was er sprake van twee ontwikkelingskernen. Tussen deze twee kernen in, Marum-West en de Kruisweg, lag de Hoorn. De Hoorn bestond uit gemeenschappelijke weidegronden. Dit gebied tussen de twee kernen is met name bebouwd geraakt in de jaren 60 en 70 van de 20e eeuw. De oude kerk van dit dorp is de hervormde kerk aan de huidige Noorderringweg. Het grootste gedeelte van deze kerk is in de twaalfde eeuw gebouwd, de huidige toren dateert uit 1886.
Tot het begin van de 20e eeuw was de turfwinning de belangrijkste bron van inkomsten in het dorp. In 1812 bestond het dorp uit 12 veenboerderijen waarin 17 gezinnen van de turfwinning leefden.
In 1885 werd de Gereformeerde kerk aan de Kruisweg gebouwd. Deze is later afgebroken om plaats te maken voor de huidige kerk.
Marum lag aan de tramlijn Drachten - Groningen die in 1913 is aangelegd. Vanaf 1948 werden over dit traject alleen nog goederen vervoerd en in 1985 is de lijn gesloten.
Omstreeks 1920 herbergde Marum een opleidingsgelegenheid van de HeHalutzim: de Branahoeve aan de Haarsterweg en Herman's Hoeve, aan de Wendtsteinweg. Hier werden zionistische jongeren klaargestoomd voor de landbouw, om te gaan boeren in Palestina.
Tijdens de Tweede Wereldoorlog was er een Duitse radarpost aanwezig op Trimunt. Deze radarpost stond in verbinding met een radarpost in de kop van Noord-Holland en de vliegbasis Leeuwarden. Bunkers van de radarpost Trimunt zijn nog zichtbaar aan beide kanten van de snelweg A7 tussen Marum en Frieschepalen. Een van deze bunkers is later in gebruik genomen als kantine op de motorcrossbaan.
Na een sabotageactie op de trambaan tussen Marum en Drachten en enkele andere verzetsacties, tijdens de April-meistaking in 1943, werden naast deze radarpost zestien willekeurige Marumers gefusilleerd, waaronder een kind van 13. De saboteur - die het gevolg van zijn daad niet had kunnen voorzien - was daar niet bij. Het was de grootste represailleactie op dat moment. Er zijn meerdere herdenkingsmonumenten die herinneren aan deze gebeurtenissen. Ze staan op de plek van de aanslag langs de voormalige trambaan, tegenwoordig een fietspad, op de executieplek en op de begraafplaats bij de N.H. Kerk.
Tussen 1939 en 1963 had Marum een eigen lagere landbouwschool. In het gebouw waar tot 2023 multifunctioneel centrum ’t Marheem zat, was een mavo. In juli 2023 werd De Hazelaar geopend aan de Wendtsteinweg: een multifunctioneel centrum dat de functies van 't Marheem overneemt en de daarnaast ook de openbare bibliotheek huisvest.
Onlosmakelijk met de geschiedenis van Marum verbonden is de kaasfabriek aan de Noorderringweg. (Zie de paragraaf over de economie).

## Maatschappelijk leven
Marum heeft een ruime middenstand, waarvan een groot deel rond het in de jaren negentig nieuw aangelegde plein De Wending aan de Wendtsteinweg, de hoofdweg van het dorp, ligt. Op vrijdagmiddag is er de markt op het plein bij De Wending. Verder worden er een voorjaars- en een najaarsmarkt georganiseerd in de Marktstraat.
Marum kent een verenigingsleven. Enkele voorbeelden zijn Jeugdsoos SomaAr, voetbalvereniging S.V. Marum, bowlingvereniging BVM, zaalvoetbalvereniging Futsal Marum, toneelvereniging O.K.K. (oefening kweekt kunst), Chr. Muziekvereniging Harmonie Marum en muziekvereniging Showband Marum.
Verder staat Marum bekend van het sinds 1 januari 2021 gesloten uitgaanscentrum De Kruisweg, dat op bepaalde avonden bezoekers uit de wijde omgeving aantrok. Verder maakten een bowlingbaan en een restaurant deel uit van dit centrum.
Andere voorzieningen zijn het sportfondsenbad, sportzaal "De Holten", tennisbanen, meerdere maneges, een dierenkliniek, een bibliotheek en VitaMarum, waar meerdere huisartsen en tandartsen praktijk houden.
Ieder jaar worden er diverse evenementen georganiseerd. Enkele voorbeelden zijn: hardloop- en wandelevenement MaRun (de opvolger van de Marumer Omloop), een wielerronde, muziekevenement Het Mega Piratenfestijn en de Feestweek Marum.

## Economie

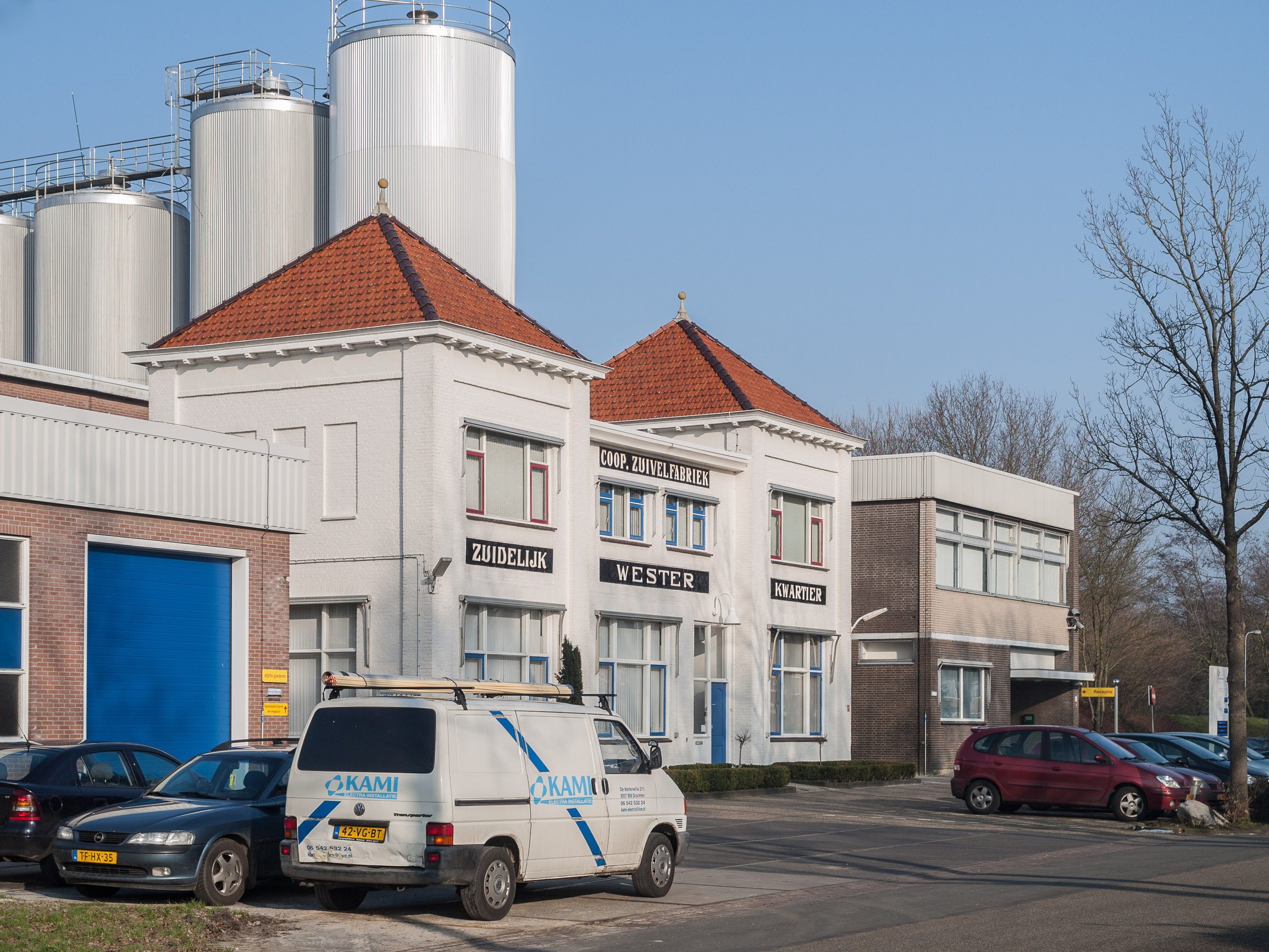
Oud hoofdgebouw van de melkfabriek van Marum

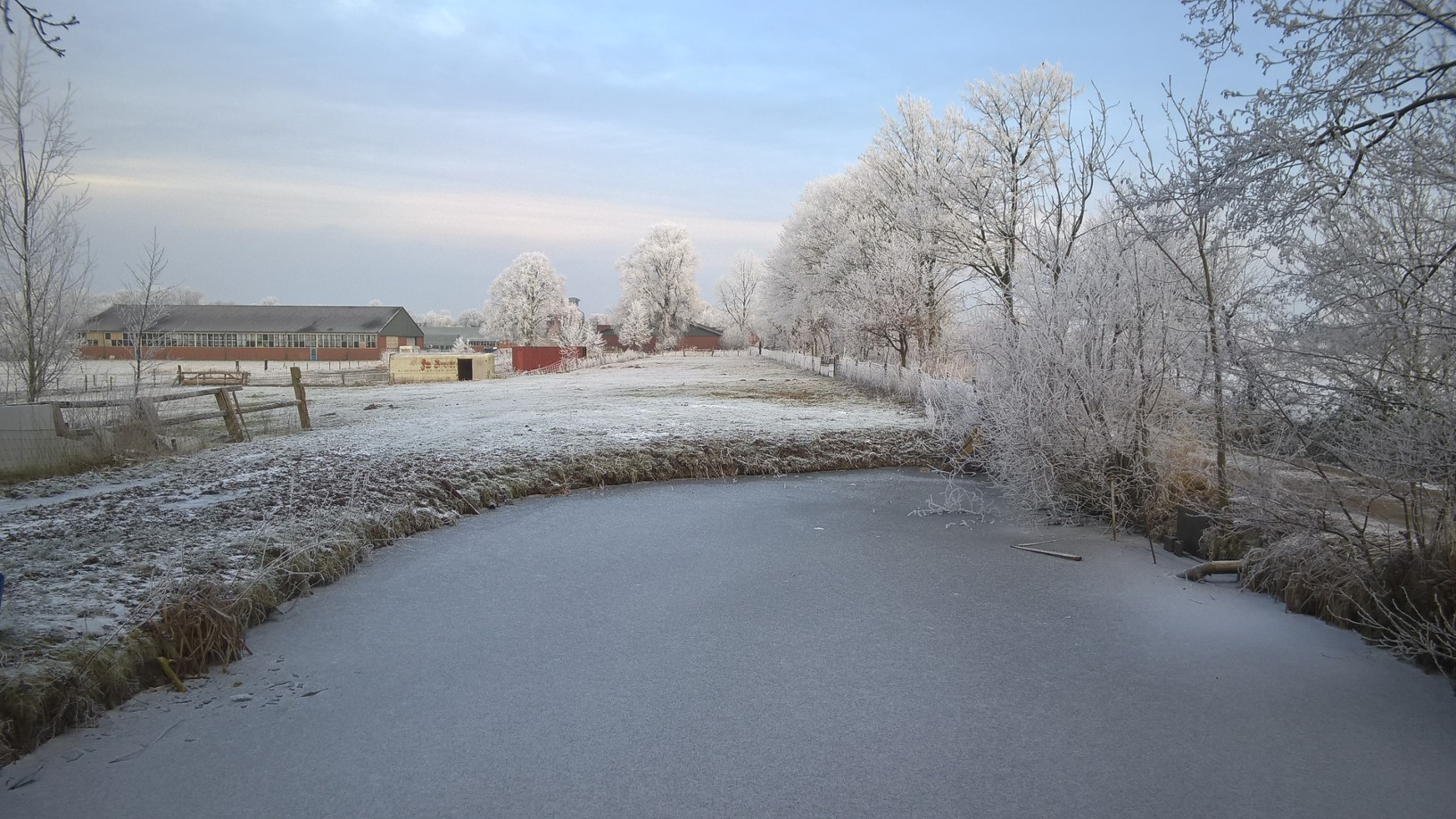
Pierswijk met op de achtergrond fabrieksgebouwen van de voormalige Gjaltema's Timmerfabriek

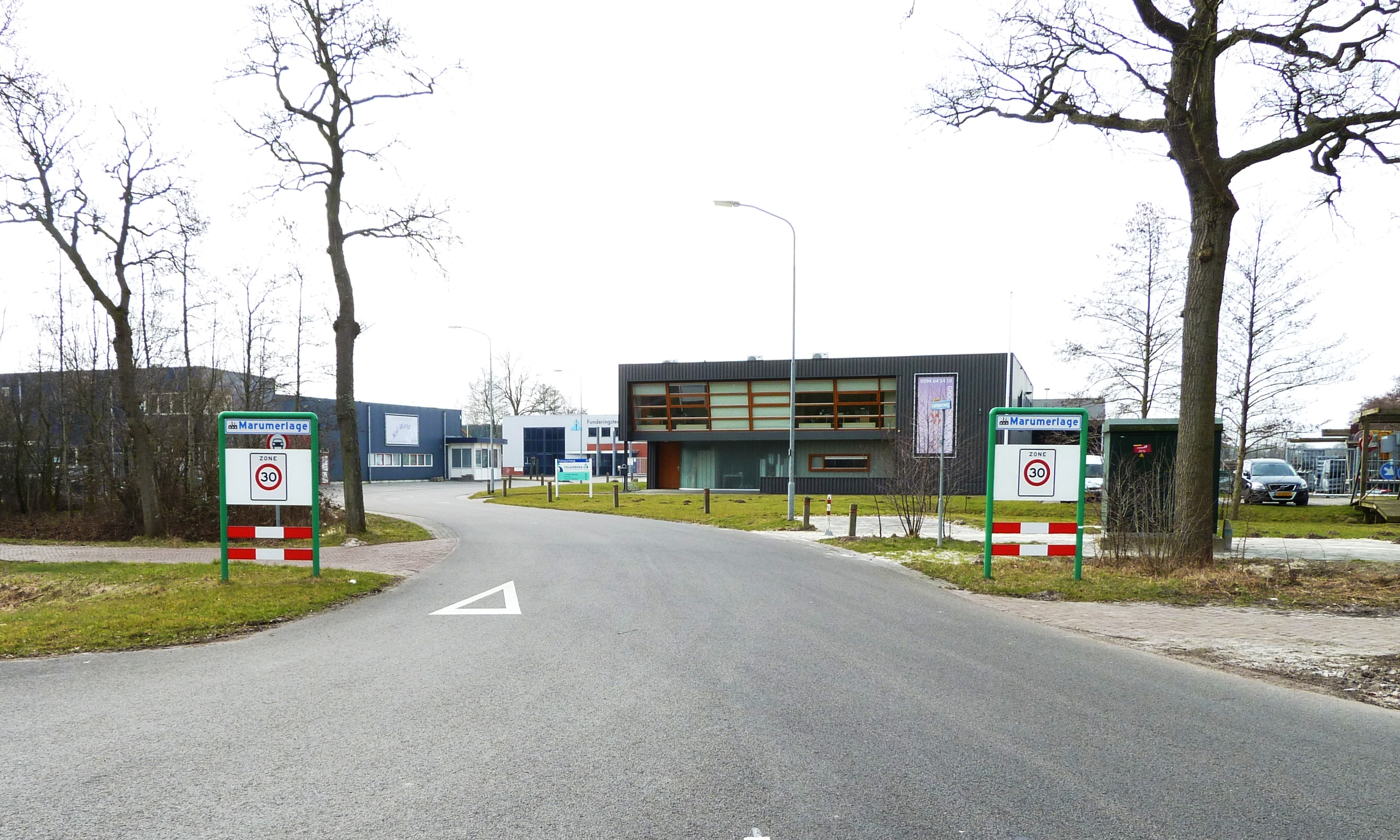
Ingang naar bedrijventerrein Marumerlage

De meeste inwoners van Marum zijn forensen, de meeste van hen werken in de stad Groningen. Maar ook in Marum zelf zijn de nodige industrieën te vinden. De belangrijkste is de kaasfabriek. In 1918 werd deze onder de naam coöperatieve zuivelfabriek Zuidelijk Westerkwartier aan de Noorderringweg gebouwd. Deze heeft in de twintigste eeuw flink uit kunnen breiden en is tegenwoordig de grootste producent van Edammer kaas in West-Europa.
Een andere grote werkgever in het midden van de twintigste eeuw was het familiebedrijf Gjaltema's Timmerfabriek, gevestigd op de locatie van de oude melkfabriek aan de Kruisweg, via de Pierswijk (ook wel Holtropswijk) verbonden met de Jonkersvaart. Deze wijk eindigde in een zwaaikom, alwaar schepen van oudsher aanmeerden om melkbussen af te laden. Toen het in de jaren 1980 economisch minder ging, is het bedrijf door de familie verkocht en heeft sindsdien verschillende eigenaren gehad.
Ook nauw met Marum verbonden is de ESA, een busbedrijf dat de lijndiensten in het Westerkwartier en aangrenzende gedeeltes van de provincies Friesland en Drenthe onderhield, globaal in de driehoek Groningen - Assen - Drachten. Uitzonderlijk was dat dit bedrijf in eigen beheer de carrosserieën voor enkele bussen bouwde, maar de grootste bekendheid heeft het gehad als touroperator. Vandaag de dag is alleen het garagebedrijf over.
Aan de noordkant van het dorp is industrie gevestigd. Zo zijn aan de zuidkant van de A7 de bedrijventerreinen De Hoek, De Poort 1 en De Poort 2 te vinden. Aan de andere kant van de rijksweg, is in 2011 bedrijventerrein Marumerlage in ontwikkeling genomen.

## Taal
In Marum wordt Nederlands en Westerkwartiers gesproken. Laatstgenoemde is het Gronings dialect dat in het westen van de provincie wordt gesproken.
Tijdens de vervening zijn veel Friese arbeiders in dit gedeelte van de provincie Groningen neergestreken. 
Hof vermeldde in 1933 in de Friesche Dialectgeographie dat Marum Gronings was, hoewel er ook wat Friezen woonden. De RND van Friesland uit 1955 vermeldde dat de meerderheid plaatselijk (Gronings) sprak, ongeveer 25% Fries, 10-15% Nederlands of een of andere tussenvormen en enkele Hogelandsters.

## Openbaar vervoer
De vervoersmaatschappij Qbuzz bedient Marum met de volgende buslijnen:
- Lijn 89: Ureterp Centrum - Marum P+R Marum
- Lijn 304: Groningen - Hoogkerk - Leek - Boerakker - Marum - Drachten (Qliner)
- Lijn 404: Groningen - Hoogkerk - Leek - Boerakker - Marum - Drachten (nachtbus)
- Lijn 589: Marum - Nuis - Niebert - Tolbert - Leek - Oostwold - De Poffert - Hoogkerk (buurtbus)

Lijn 304 komt niet in het dorp zelf, maar heeft een halte aan de oprit van de A7. De halte bij de A7 staat ook bekend als Marum, P+R Marum. Hier komt ook lijn 89 waardoor men kan overstappen op de 304 om sneller in Groningen te komen.

## Geboren
- Abel Iwema Bakker (1884-1960), burgemeester
- Ebele Talstra (1920-1987), politicus
- Roelf Hofstee Holtrop (1926-2014), burgemeester
- Simon Sijbrandij (1929), hoogleraar
- Renze de Vries (1930-2012), oud-voorzitter FC Groningen
- Boelhouwer van Wouwe (1939), politicus
- Yme Drost (1961), letselschade-expert
- Tjeerd van Dekken (1967), politicus
- Margriet Zwanenburg (1986), zwemster